# Crioprosopus cacicus
Crioprosopus cacicus är en skalbaggsart som beskrevs av Bates 1885. Crioprosopus cacicus ingår i släktet Crioprosopus och familjen långhorningar.
Artens utbredningsområde är Panama. Inga underarter finns listade i Catalogue of Life.